# Bušeča vas
Bušeča vas este o localitate din comuna Brežice, Slovenia, cu o populație de 139 de locuitori.